# Givira cornelia
Givira cornelia is een vlinder uit de familie van de Houtboorders (Cossidae). De wetenschappelijke naam van de soort is voor het eerst gepubliceerd in 1893 door Berthold Neumoegen en Harrison Gray Dyar Jr..
De soort komt voor in het westen van de Verenigde Staten.